# Alfa Cygni-variabel
Alfa Cygni-variabel, (förkortning ACYG), är en variabel stjärna som visar icke-radiella pulseringar, vilket innebär att vissa delar av stjärnans yta kontraherar samtidigt som andra delar expanderar. Variabeltypen är superjättestjärnor av spektraltyperna B eller A. Variationer i magnitud i storleksordningen 0,1 enheter är förknippade med pulseringarna, som ofta verkar vara oregelbundna på grund av flera samtidiga pulseringsperioder. Pulseringarna har vanligtvis en period av flera dygn till flera veckor.
Prototypen för dessa stjärnor, Deneb (Alfa Cygni), uppvisar fluktuationer i visuell magnitud mellan +1,21 och +1,29. Små variationer med liten amplitud har tidigare varit kända hos många superjättestjärnor, men var formellt inte varit grupperade i en egen klass förrän i den 4:e upplagan av General Catalog of Variable Stars publicerad 1985. Den använde akronymen ACYG för Alfa Cygni-variabla stjärnor. Många ljusstarka blå variabler (LBV) visar variation av Alfa Cygni-typen under sina lugna (heta) faser, men LBV-klassificeringen används vanligtvis i dessa fall.
Ett stort antal (32) upptäcktes av Christoffel Waelkens och hans kollegor vid analyser av Hipparcosdata i en studie 1998. 

## Pulseringar
Pulseringarna hos Alfa Cygni-variabler är inte helt förstådda. De är inte begränsade till ett smalt intervall av temperatur och ljusstyrka på det sätt som de flesta pulserande stjärnorna är. Istället visar de flesta ljusa superjättarna av typ A och typ B, och eventuellt även stjärnor av typ O och typ F, någon typ av oförutsägbara småskaliga pulseringar.
Ickeadiabatiska radikala pulseringar är konstanta, men endast hos de mest lysande superjättarna. Pulseringar har också modellerats för mindre lysande superjättar med antagande om att de är reststjärnor med liten massa efter röda superjättestjärnor, men de flesta Alfa Cygni-variablerna verkar inte ha gått igenom det röda superjättestadiet. 
Pulseringarna är sannolikt startade av kappa-mekanism, orsakad av variationer i järntäthet, med speciella förhållanden som producerar de observerade korta perioderna för både radiella och icke-radiella pulseringar. Ickeadiabatiska g-lägen kan ge längre periodvariationer, men dessa har inte observerats i Alfa Cygni-variabler.

## Lista över Alfa Cygni-variabler

### I Vintergatan
| Beteckning (namn) | Stjärnbild   | Upptäckt                 | Maximum skenbar magnitud (mV) | Minimum skenbar magnitud (mV) | Period (dygn) | Spektralklass | Luminositet     | Kommentar                             |
| ----------------- | ------------ | ------------------------ | ----------------------------- | ----------------------------- | ------------- | ------------- | --------------- | ------------------------------------- |
| CE Cam (HD 21389) | Giraffen     | Percy & Welsh (1983)     | 4m.54                         |                               |               | A0Iab         | 63 000          |                                       |
| CS Cam            | Giraffen     | Rufener (1982)           | 4m.259                        |                               |               | B9Ia          | 75 900          |                                       |
| η CMa (Aludra)    | Stora hunden | Kazarovets et al. (1999) | 2m.38                         | 2m.48                         | 4,70433       | B5Ia          | 105 000         |                                       |
| ο2 CMa            | Stora hunden | Waelkens et al. (1998)   | 2m.98                         | 3m.04                         | 24,44         | B3Ia          | 219 000         |                                       |
| κ Cas             | Cassiopeja   | Percy & Welsh (1983)     | 4m.12                         | 4m.21                         | 2,64690       | B1Ia          | 331 000         |                                       |
| 6 Cas             | Cassiopeia   | Abt (1957)               | 5m.34                         | 5m.45                         | 30            | B2 Ia+        | 200 000         | Hyperjätte                            |
| ο2 Cen            | Kentauren    |                          | 5m.12                         | 5m.22                         | 46,3          | A2Ia          | 136 000         |                                       |
| ν Cep             | Cepheus      | Percy & Welsh (1983)     | 4m.25                         | 4m.35                         |               | A2 Iab        | 254 000         |                                       |
| DL Cru            | Södra korset | Waelkens et al. (1998)   | 6m.24                         | 6m.28                         | 2,8778        | B1.5Ia        | 242 000         |                                       |
| Deneb             | Svanen       | Lee (1910)               | 1m.21                         | 1m.29                         |               | A2 Ia         | 196 000         | Prototyp-stjärna                      |
| σ Cyg             | Svanen       | Abt (1957)               | 4m.19                         | 4m.26                         | 120,2         | B9 Iab        | 39 000          |                                       |
| 55 Cyg            | Svanen       | Hill et al. (1976)       | 4m.81                         | 4m.87                         |               | B2.5 Ia       | ~400 000        |                                       |
| 3 Gem             | Tvillingarna | Waelkens et al. (1998)   | 5m.75                         |                               | 13,70         | B3 Ia         | 200 000         |                                       |
| ρ Leo             | Lejonet      | Olsen (1974)             | 3m.83                         | 3m.9                          | 3,4271        | B1Iab         | 295 000         |                                       |
| β Ori (Rigel)     | Orion        | Waelkens et al. (1998)   | 0m.17                         | 0m.22                         | 2,0748        | B8Ia          | 279 000 218,000 | Ljusstarkaste stjärna i variabeltypen |
| ε Ori (Alnilam)   | Orion        | Cousins (1960)           | 1m.64                         | 1m.74                         | 2,0748        | B0.5Iabea     | 275 000 537,000 |                                       |
| χ2 Ori            | Orion        | Waelkens et al. (1998)   | 4m.68                         | 4m.72                         | 2,8682        | B2Ia          | 446 000         |                                       |
| 9 Per             | Perseus      | Abt (1957)               | 5m.15                         | 5m.25                         |               | A2 Ia         | 141 000         |                                       |

### I andra galaxer
| Benämning (namn) | Galax                    | Upptäckt | Maximum Skenbar magnitud (mV) | Minimum Skenbar magnitud (mV) | Period (dygn) | Spektralklass | Luminositet | Kommentar  |
| ---------------- | ------------------------ | -------- | ----------------------------- | ----------------------------- | ------------- | ------------- | ----------- | ---------- |
| LHA 115-S 18     | Lilla magellanska molnet |          | 13m.3                         |                               | Complex       | B[e]sg        |             | Möjlig LBV |
| HDE 268835       | Stora magellanska molnet |          | 10m.60                        | 10m.68                        | >100          | B8p           |             |            |
| HD 37974         | Stora magellanska molnet |          | 10m.92                        | 11m.00                        | 400           | B0.5Ia+       |             |            |